# Ghost Town (Benson Boone)
Ghost Town è un singolo del cantante statunitense Benson Boone, pubblicato il 15 ottobre 2021 come primo estratto dal primo EP Walk Me Home... e incluso nel primo album in studio Fireworks & Rollerblades.

## Promozione
L'8 febbraio 2022 Boone ha fatto la sua performance televisiva di debutto con Ghost Town all'Ellen DeGeneres Show.

## Video musicale
Il video musicale, diretto da Matt Eastin e Ty Arnold, è stato reso disponibile su YouTube in concomitanza con l'uscita del singolo.

## Tracce
Testi e musiche di Benson Boone, Justin Thomas Daly, Nolan Sipe e Tushar Apte.
1. Ghost Town – 3:14

## Formazione
Hanno partecipato alle registrazioni, secondo le note di copertina di Fireworks & Rollerblades:
- Benson Boone – voce, pianoforte, batteria
- Chad Howat – pianoforte
- Josh Lovell – chitarra acustica, ingegneria del suono
- JT Daly – batteria, chitarra acustica, chitarra elettrica, organo, produzione, registrazione, ingegneria del suono
- Julie Odnorolov – chitarra acustica
- Randy Merrill – mastering
- Șerban Ghenea – missaggio
- John Hanes – assistenza al missaggio

## Classifiche

### Classifiche settimanali
| Classifica (2021-22) | Posizione massima |
| -------------------- | ----------------- |
| Belgio (Fiandre)     | 23                |
| Belgio (Vallonia)    | 5                 |
| Canada               | 53                |
| Corea del Sud        | 149               |
| Danimarca            | 10                |
| Francia              | 92                |
| Irlanda              | 29                |
| Islanda              | 30                |
| Norvegia             | 1                 |
| Nuova Zelanda        | 39                |
| Paesi Bassi          | 34                |
| Regno Unito          | 46                |
| Stati Uniti          | 100               |
| Svezia               | 17                |
| Svizzera             | 76                |

### Classifiche di fine anno
| Classifica (2022) | Posizione |
| ----------------- | --------- |
| Belgio (Fiandre)  | 75        |
| Belgio (Vallonia) | 25        |
| Danimarca         | 34        |